# Suchiate (Chiapas)
Suchiate es una localidad del estado mexicano de Chiapas. Es parte del municipio de Suchiate.

## Toponimia
El nombre «Suchiate» proviene de los términos en náhuatl xochitl, flor; atl, agua o río. Su significado es «río de las flores».

## Demografía
| Gráfica de evolución demográfica |
|                                  |

| Censo | Población |
| ----- | --------- |
| 1990  | 417       |
| 2000  | 238       |
| 2010  | 658       |
| 2020  | 1 470     |